# Hans-Rudolf Nebiker
Hans-Rudolf Nebiker, est une personnalité politique suisse (10 octobre 1929-3 mars 2008) membre de l'Union démocratique du centre (UDC).

## Biographie
En 1995, il est réélu au Conseil national où il exerce en tant que président du Groupe parlementaire de l'UDC à l'assemblée fédérale. Il fut un membre de la P-26.